# اچ‌ام‌اس چیچستر (۱۶۹۵)
اچ‌ام‌اس چیچستر (۱۶۹۵) (به انگلیسی: HMS Chichester (1695)) یک کشتی بود که طول آن ۱۵۷ فوت ۳ اینچ (۴۷٫۹ متر) بود.